# Urziceni (Satu Mare)
Urziceni (in ungherese Csanálos, in tedesco Schinal) è un comune della Romania di 1 517 abitanti, ubicato nel distretto di Satu Mare, nella regione storica della Transilvania. 
Il comune è formato dall'unione di 2 villaggi: Urziceni e Urziceni-Pădure.